# World Register of Marine Species
La World Register of Marine Species (WoRMS) és una base de dades fundada el 2008 que inclou una exhaustiva llista de noms d'organismes marins. El contingut del registre és editat i mantingut per científics especialistes en cada grup d'organismes. Aquests taxonomistes controlen la qualitat de la informació, que és reunida des de diverses bases de dades regionals o específiques per tàxon. WoRMS mostra els noms vàlids de tots els organismes marins coneguts, però també conté informació sobre sinònims i noms incorrectes.